# Troszczykowo
Troszczykowo est un village de Pologne, situé dans le gmina de Mrągowo, dans le powiat de Mrągowo, dans la voïvodie de Varmie-Mazurie.